# El Pedregoso (Herrera)
El corregimiento de El Pedregoso es uno de los ocho corregimientos del distrito de Pesé, en la provincia de Herrera, Panamá. Constituye una circunscripción electoral, habiéndose presentado por la misma siete partidos políticos en el año 2002 y nueve en el 2005.
La población estimada es de 1.386 habitantes (2010), siendo 713 varones y 682 mujeres. El nivel de alfabetización alcanza el 90,9% (según datos del año 2000).
El corregimiento tiene interés turístico por sus balnearios.